# Abondance (écologie)
Pour les articles homonymes, voir Abondance.

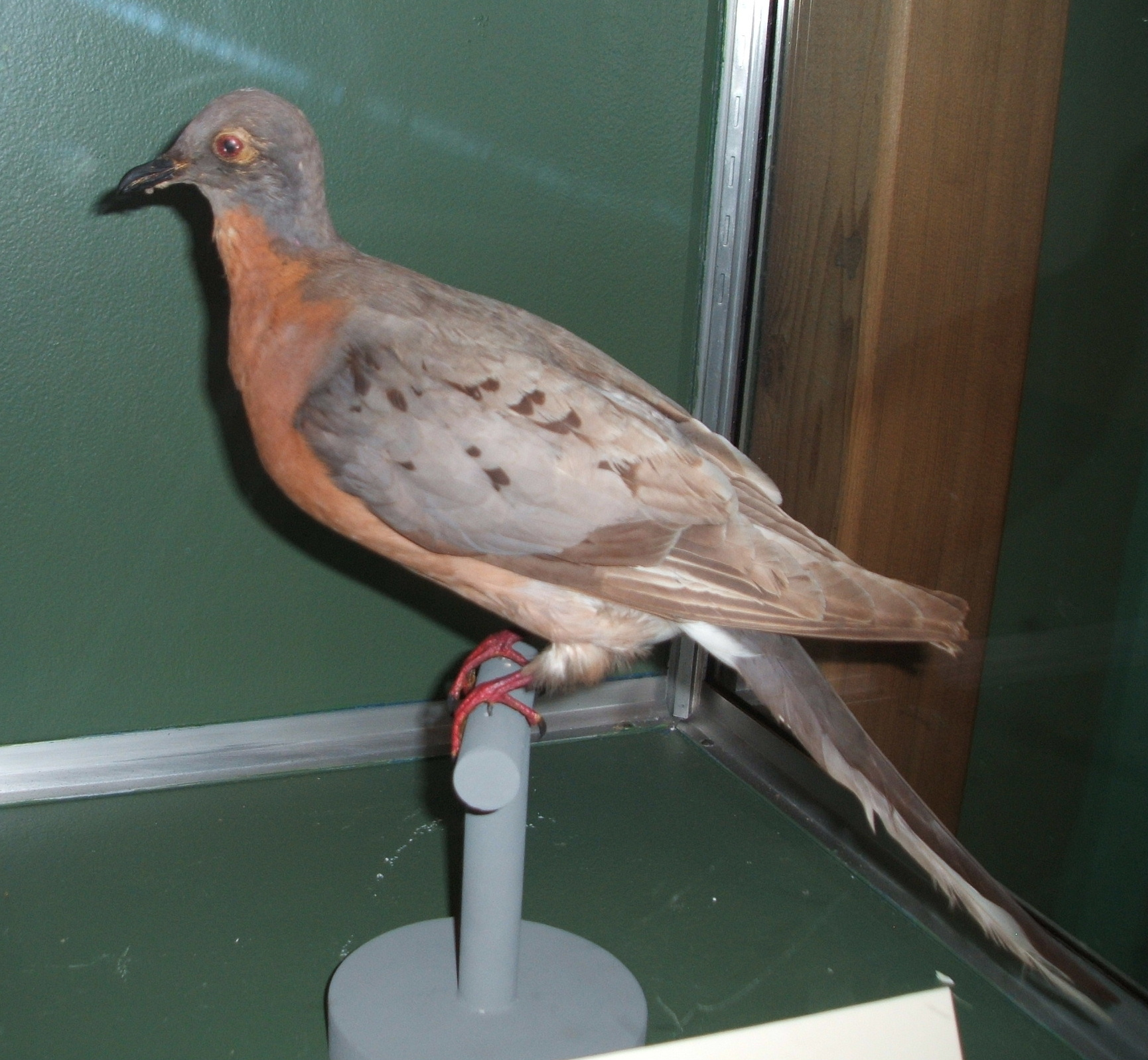
On estime que la Tourte voyageuse, maintenant disparue, était l’un des oiseaux les plus abondants au monde avec une population se situant entre 3 et 5 milliards d’individus. Ici un individu naturalisé du Boston Museum of Science.

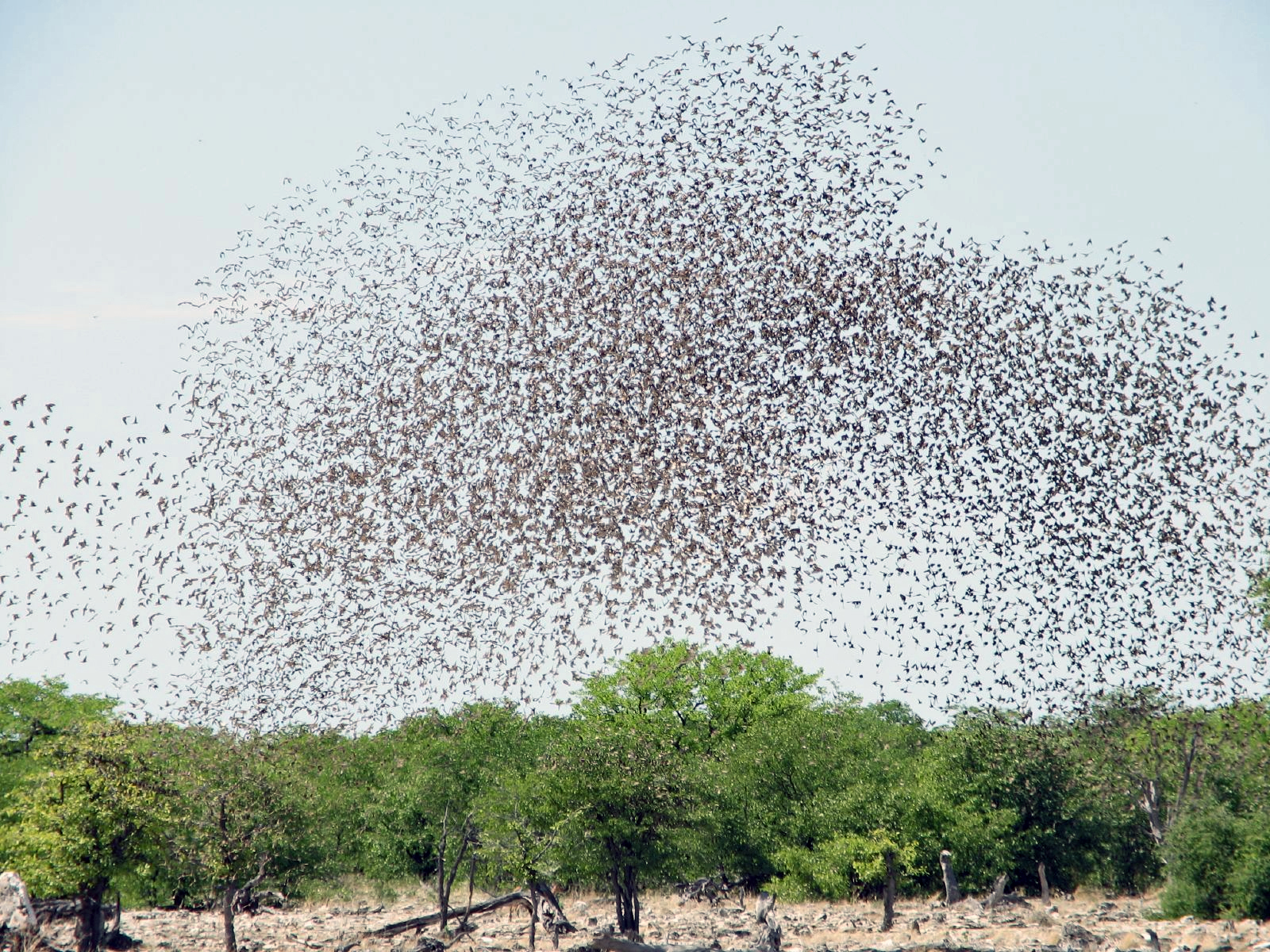
Le Travailleur à bec rouge revendique maintenant le statut d’espèce aviaire la plus abondante au monde avec une population d’environ 1,5 milliard d’individus.

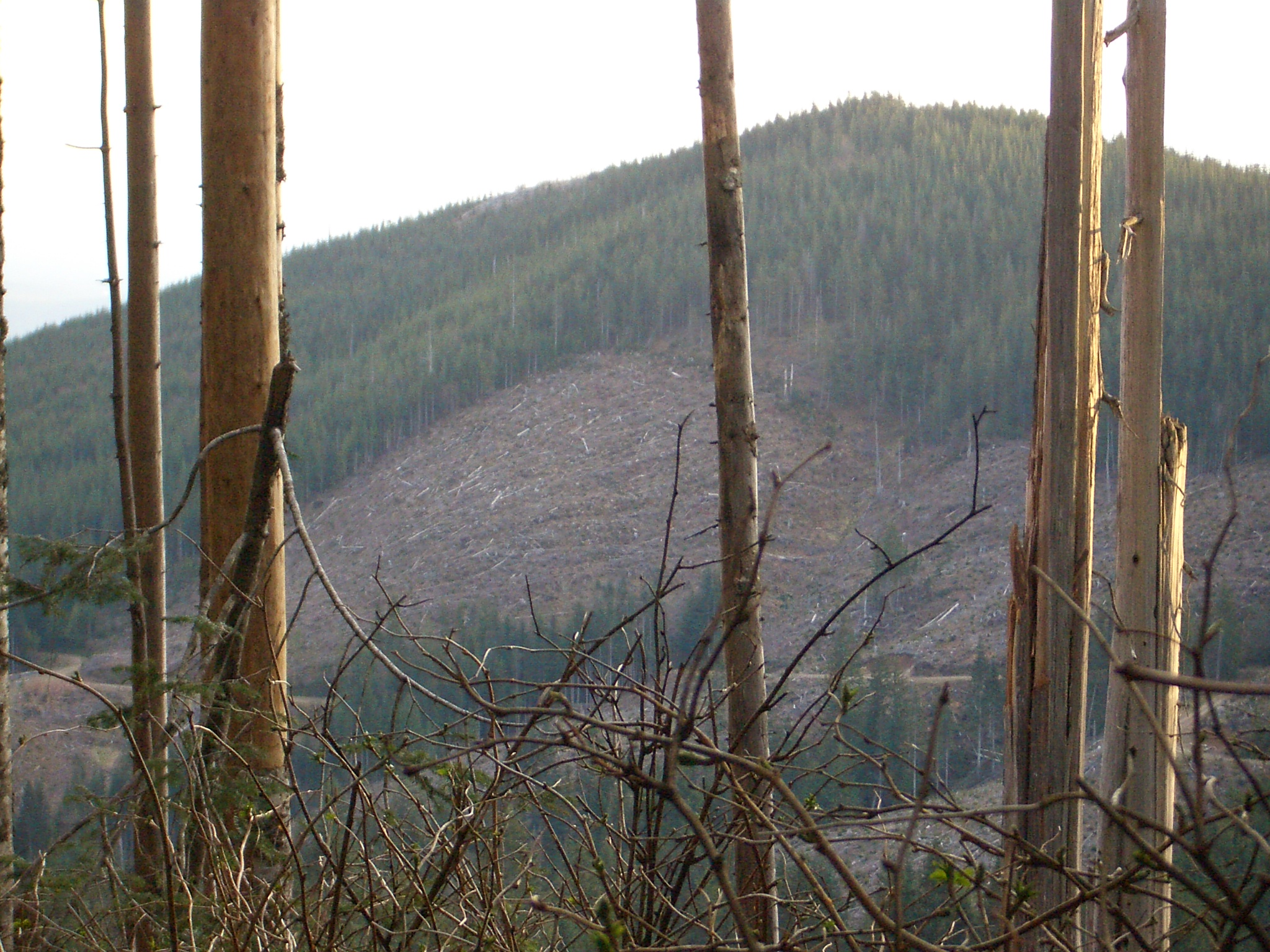
Les activités humaines peuvent avoir un impact important sur l’abondance de nombreuses espèces vivantes. Les coupes forestières en sont un exemple. En éliminant le couvert forestier sur de vastes surfaces, cette activité modifie profondément l’abondance, non seulement des espèces végétales, mais de toutes les communautés animales qui en dépendent.

En écologie, l’abondance d’un organisme est le nombre total de cet organisme ou le nombre d’organismes par unité d’espace.  La seconde définition réfère à la densité de la population de l’organisme.  L’abondance, avec la répartition et la dominance (en), est une mesure de base en écologie. Ces trois concepts reflètent l’influence qu’ont les facteurs biologiques et environnementaux sur un organisme.
Les organismes sont généralement plus abondants là où les conditions sont plus favorables.  L’abondance est liée à la capacité de survivre et de reproduction des organismes.  Tout facteur influant sur la survie ou la reproduction d’un organisme fera varier son abondance.

## Facteurs influant sur l’abondance
Les facteurs qui font varier l’abondance d’un organisme peuvent être nombreux et leur influence peut être très complexe et difficile à mesurer.  On peut les classer en facteurs biotiques ou abiotiques. On peut les classer en facteurs internes à la population (par exemple : compétition intraspécifique, cannibalisme, taux de reproduction) ou externes à la population (par exemple : facteurs abiotiques, compétition interspécifique, prédation, maladies).    
L’abondance de l’organisme peut elle-même être un facteur pouvant limiter ou diminuer sa population. Lorsque l’abondance de l’organisme atteint ou dépasse la capacité porteuse de l’habitat, il peut épuiser lui-même les ressources dont il dépend pour sa survie, ce qui aura en retour un impact sur son abondance. C’est le cas du renne dont l’augmentation de la population peut conduire graduellement au surpâturage de la végétation dont il se nourrit. L’insuffisance des réserves de nourriture qui en résulte peut mener à des taux de mortalité catastrophiques.  
L’augmentation de la population d’un organisme peut avoir un impact positif sur la population de son ou ses prédateurs. L’augmentation de la population des prédateurs peut en retour avoir pour effet d’augmenter le taux de prédation sur l’organisme dont la population diminuera en conséquence. Ceci se produit notamment lorsqu’un prédateur se nourrit exclusivement d’une espèce.  C’est le cas dans certaines régions du Canada entre le Vison d'Amérique et le Rat musqué .  Lorsque la population de rat augmente, le vison en tire profit et sa population augmente également.  Il s’ensuit que le taux de prédation du vison sur le rat augmente, ce qui fait redescendre l’abondance du rat.  Cette relation proie-prédateur provoque un cycle qui s’étend sur quelques années et où la population des deux espèces augmente et diminue, la population du prédateur étant légèrement décalée sur celle de la proie.

### La compétition
La compétition entre individus est souvent un facteur important régulant l’abondance des organismes. Les individus de même espèce ont besoin des mêmes ressources pour survivre. Ils sont en concurrence pour l’exploitation de ces ressources et, chez les animaux, cette concurrence peut se solder en affrontements directs entre les individus. C’est ce qu’on nomme la compétition intraspécifique. Dans la mesure où les ressources sont limitées, l’abondance de la population sera aussi limitée.  
La compétition entre espèces différentes – la compétition dite interspécifique – peut également avoir un impact sur l’abondance d’un organisme. Le Lynx du Canada et le Lynx roux sont deux espèces proches parentes qui se partagent le continent nord-américain et qui s’en prennent aux mêmes proies. Le Lynx du Canada est bien adapté aux conditions hivernales et occupe, en gros, le Canada et l’Alaska. Le Lynx roux se retrouve du sud du Canada, aux États-Unis jusqu’au Mexique. Dans les régions où les deux espèces se côtoient, la présence du Lynx roux peut avoir une influence sur l’abondance du Lynx du Canada  Non seulement se nourrissent-ils beaucoup de mêmes animaux – en l’occurrence, le Lièvre d'Amérique – mais en plus le Lynx roux domine le Lynx du Canada par son agressivité et son poids un peu plus important. Le Lynx du Canada peut se faire chasser d’une région jusqu’à en disparaître complètement.

### Les facteurs liés à la densité
Les facteurs qui influent sur l’abondance peuvent être liés ou non à la densité de la population de l’organisme de sorte que, plus la densité augmente, plus le facteur en question a de l’influence sur la densité. La compétition entre les organismes en est un exemple. Le niveau de compétition augmente proportionnellement avec le nombre d’organisme en présence.  
La prédation peut aussi être liée à la densité de population. L’activité du prédateur peut être stimulée par l’augmentation de la population de sa proie.  C’est le cas pour le Lièvre d’Amérique dont la population suit un cycle de huit à dix ans. Lorsque la population est à un sommet, le niveau de la prédation augmente dans les mêmes proportions.
Les facteurs abiotiques ne sont généralement pas liés à la densité de la population.

## Mesure de l’abondance
L’abondance peut être mesurée par des indicateurs d'abondance relative (probabilité d'occurrence) ou absolue (nb ind/100m2 qui déterminent des classes d'abondance) à différents niveaux. On peut mesurer l’abondance des individus d’une classe d’âge ou d’un sexe dans une population. On peut mesurer l’abondance des organismes d’une région géographique ou d’une population au complet. On peut obtenir l’abondance d’un organisme par le calcul du nombre total des individus de la population, ou en faire seulement une estimation à partir d’un échantillon de la population. Étant donné la dépendance de plusieurs facteurs à la densité de population, il est souvent plus intéressant d’obtenir le nombre d’individus par unité de surface d’une région particulière plutôt que le nombre total des individus d’une population ou d’une espèce.  
Les méthodes de calcul de l’abondance sont très variées. Elles tiennent compte de ce que l’organisme est un végétal ou un animal, s’il est rare ou commun, de sa dispersion, de son comportement, de sa visibilité ou de sa détectabilité. L’abondance d’une essence forestière peut être établie par l’observation directe des individus suivant une méthode d’échantillonnage appropriée. L’abondance d’une population de cerfs sur un territoire donné peut être estimée avec la densité des crottins observés au sol. Le chant des oiseaux est fréquemment utilisé pour estimer leur abondance.
L'abondance relative représente le nombre d'individus par unité d’espace pour une espèce donnée par rapport au nombre total d'individus toutes espèces confondues. L'abondance cumulée, ou abondance sommée, est la somme des abondances de plusieurs espèces ou groupes d'espèces.